# Призов у Швейцарії
У Швейцарії функціонує обов'язкова військова служба (нім. Militärdienst, фр. service militaire, італ. servizio militare), яка поширюється на всіх придатних до служби громадян чоловічої статі, що досягли повноліття. Також допускається служба жінок на добровільних засадах (волонтерство).
Придатність до військової служби визначається, як «задоволення фізичних, розумових і психічних вимог військової служби або служби цивільної оборони, бути здатними виконувати цю службу без нанесення шкоди собі або іншим». Особи, визнані непридатними, звільняються від призову та сплачують додатковий податок в розмірі 3 % від доходу до досягнення віку в 30 років.
На 2008 рік до 20 % призовників визнано непридатними до служби, ця цифра вища в міських кантонах, таких як Цюрих і Женева. У мирний час громадяни Швейцарії, що живуть за кордоном, також звільняються від призову, тоді як подвійне громадянство надає людині можливість проходити військову службу за кордоном, а не у Швейцарії.
22 вересня 2013 року відбувся референдум щодо скасування призову, на якому 73 % виборців проголосували за збереження призову.
Набір на службу починається з 20 років, однак із 16 років можуть починатися підготовчі курси, які є передумовою для отримання доступу до деяких секторів збройних сил. У країні існує 6 рекрутських центрів (Віндіш, Лозанна, Зумісвальд, Монтеченері, Рюті, Мельс).
Курс молодого бійця, який називається «Школа рекрута», триває від 18 до 21 тижня. Це основна, базова складова військової служби. Після неї рекрути звільняються зі служби і в подальшому призиваються на тритижневі збори раз на два роки. Особи, які претендують на сержантські і офіцерські звання, проходять додаткове навчання. Загальний термін служби разом зі «Школою рекрута» і зборами становить 330 днів. Крім того, необхідно відвідувати бази з підвищення стрілецьких навичок та щороку здавати нормативи зі стрільби.
Вік, у який відбувається планова відставка варіюється, в залежності від звання, від 34 до 65 років.

## Альтернативна служба
З 1996 року в Швейцарії введено альтернативну службу. Вона може включати соціальну роботу, реконструкцію пам'ятників, допомогу людям похилого віку. Альтернативна служба триває 340 днів, на 100 % довше від військової служби.